# Gesonia grisea
Gesonia grisea là một loài bướm đêm trong họ Noctuidae.